# Basiothia charis
Basiothia charis là một loài bướm đêm thuộc họ Sphingidae. Nó khá phổ biến ở phần lớn các nơi sinh sống, trừ những nơi quá khô, khắp châu Phi phía nam của Sahara. Nó không được ghi nhận ở Madagascar.
Chiều dài cánh trước là 22–25 mm.
Ấu trùng có lẽ ăn các loài Vernonia.